# 薩克森的瑪格麗特 (1449-1501)
薩克森的瑪格麗特（德語：Margarete von Sachsen，1449年—1501年7月13日），布蘭登堡選侯夫人，威廉三世的女兒。

## 家庭
1476年，瑪格麗特與約翰·西塞羅結婚，兩人共有2子2女：
1. 約阿希姆（1484年—1535年）
2. 安娜（1487年—1514年）
3. 烏爾蘇拉（英语：Ursula of Brandenburg）（1488年—1510年）
4. 阿爾布雷希特（1490年—1545年）